# Jahmi’us Ramsey
Jahmi’us Ramsey (ur. 9 czerwca 2001 w Arlington) – amerykański koszykarz, występujący na pozycji rzucającego obrońcy, do 2024 zawodnik Toronto Raptors oraz zespołu G-League – Raptors 905.
W 2019 wystąpił w meczach gwiazd amerykańskich szkół średnich − Allen Iverson Classic All-American, Jordan Brand Classic, Ball is Life All-American. W trzecim z wymienionych spotkań został wybrany MVP.
10 lutego 2022 został zwolniony przez Sacramento Kings. 5 marca 2024 zawarł 10-dniową umowę z Toronto Raptors.

## Osiągnięcia
Stan na 13 marca 2024, na podstawie, o ile nie zaznaczono inaczej.
NCAA
- Uczestnik rozgrywek turnieju NCAA (2019)
- Najlepszy pierwszoroczny zawodnik konferencji Big 12 (2020)[5]
- Zaliczony do:
  - I składu:
    - najlepszych pierwszorocznych zawodników Big 12 (2020)
    - najlepszych nowo przybyłych zawodników Big 12 (2020)

  - II składu Big 12 (2020)